# Sapropel
Sapropel (z gr. saprós – zgniły, pēlós – błoto; szlam gnilny) – muł denny starzejących się lub zanieczyszczonych zbiorników wodnych, ciemny od siarczków żelaza, bogaty w substancje organiczne rozkładane przez drobnoustroje. 
Powstaje wskutek rozkładu szczątków organicznych w warunkach beztlenowych, z udziałem saprobiontów. Wydzielające się przy rozkładzie gazy, m.in. dwutlenek węgla, siarkowodór i metan oraz brak tlenu uniemożliwiają życie zwierząt i roślin w szlamie gnilnym. 
W wyniku diagenezy i metamorfizmu powstają z sapropelu węgle kopalne, zwane sapropelitami. Charakteryzuje je to, że powstały w środowisku wodnym, w przeciwieństwie do torfów.
Wyróżnia się sapropele (powyżej 70% substancji organicznej) i osady sapropelowo-ilaste (50-70% s.o.).